# 2139 Makharadze
2139 Makharadze је астероид главног астероидног појаса чија средња удаљеност од Сунца износи 2,460 астрономских јединица (АЈ).
Апсолутна магнитуда астероида је 12,80.